# Frankie J
Frankie J właściwie Francisco Javier Bautista (ur. 14 grudnia 1980, Tijuana) – amerykański piosenkarz R&B meksykańskiego pochodzenia.
Szczególnie dużą sławę przyniósł mu singel Suga Suga (2003), wydany we współpracy z raperem Baby Bashem, który zajął 7. miejsce na prestiżowej liście przebojów Billboard Hot 100. Jeszcze wyżej, bo na 3. miejsce tej listy, trafił kolejny singel, Obsession.

## Dyskografia
- 2003: What's A Man To Do (ang.);
- 2003: Frankie J (hiszp.);
- 2005: The One (ang.);
- 2006: Un Nuevo Dia' (hiszp.);
- 2006: Priceless (ang.);